# Andrzej Milczanowski
Andrzej Milczanowski, né le 26 mai 1939 à Równe (aujourd'hui Rivne au Nord-Ouest de l'Ukraine), mort le 22 juillet 2024 à Szczecin, est un juriste et homme politique polonais, militant de l'opposition démocratique sous le régime communiste en Pologne, ministre de l'Intérieur de 1992 à 1995.

## Biographie
Andrzej Stanisław Milczanowski est le fils de Stanisław Milczanowski (d) (1906-1940), magistrat en Volhynie sous la IIe République de Pologne, mort victime du massacre de Katyń perpétré en avril 1940 par des officiers du NKVD. En 1962, Andrzej Milczanowski achève des études de droit à l'université Adam-Mickiewicz de Poznań. Il travaille ensuite au parquet du district de Szczecin en tant que procureur. Dans les années 1968-1980, il est conseiller juridique d'entreprises municipales et agricoles.
Parallèlement dans la deuxième moitié des années 1970, il s'engage aux côtés du Comité d’autodéfense sociale (d) "KOR", puis à partir de 1980 du syndicat indépendant Solidarność, dont il devient conseiller juridique pour la Poméranie occidentale à Szczecin. Il est l'objet d'une surveillance de la police politique communiste polonaise (pl). Après l'instauration de la loi martiale, il participe  du 13 au 15 décembre 1981 au comité de grève du chantier naval de Szczecin Adolf-Warski. Après avoir apaisé la grève, il est arrêté et condamné en mars 1982 à 5 ans de prison (à la suite de l'amnistie d'août 1983, la peine est réduite à 2 ans et 4 mois de prison). Il est adopté en tant que prisonnier d'opinion par Amnesty International et est libéré en avril 1984. Il participe aussitôt aux instances clandestines de Solidarność. En décembre 1988, il reçoit un prix de la Fondation Paul-Lauritzen de Copenhague, qui promeut les défenseurs des droits de l'homme. Il participe aux discussions de la Table ronde (en) au sein du sous-groupe chargé de la réforme du droit et des tribunaux. 
Après les premières élections pluralistes, il entre au Bureau de protection de l'État (UOP) en tant que chef adjoint. Il est chef de l'UOP de 1990 à 1992. Le 11 juillet 1992, il est nommé ministre de l'Intérieur, poste qu'il conserve jusqu'au 22 décembre 1995 après l'élection d'Aleksander Kwaśniewski à la présidence de la République.
Avant de quitter le gouvernement, il annonce que le Premier ministre Józef Oleksy aurait collaboré avec les services spéciaux soviétiques et russes. Les accusations portées contre Józef Oleksy n'ayant jamais été confirmées, le procureur inculpe Andrzej Milczanowski pour avoir diffusé des informations classées confidentielles. En février 2008, le tribunal de Varsovie l'acquitte en première instance, estimant qu'il avait agi par nécessité. En novembre 2008, la Cour d'appel de Varsovie annule ce jugement. En juillet 2009, un nouveau verdict d'acquittement est rendu, en raison de sa nocivité sociale négligeable. Cette décision est confirmée en février 2010.
Après avoir quitté la vie politique, Andrzej Milczanowski exerce la profession de notaire à Szczecin.
Il meurt le 22 juillet 2024 et est enterré au cimetière central de Szczecin.

## Décorations et récompenses
- Prix de la Fondation Paul-Lauritzen – 1988
- Grand-Croix de l'Ordre Polonia Restituta – 1995
- Croix de la Liberté et de la Solidarité – 2015
- Médaille du mérite de la ville de Szczecin – 2008
- Insigne d'honneur général Stefan-Rowecki-"Grot" – 2011